# Inger
Ingernek nevezzük azokat a külső és belső környezeti változásokat, amelyek az ingerlékeny szövetben anyagcsere-változást, ingerületi állapotot váltanak ki.
Léteznek mechanikai (tapintás, nyomás stb.), kémiai, elektromos, hő-, fény-, hangingerek.

## Erőssége
Az inger erőssége, az inger energiájával mérhető. Ha a környezeti változás mértéke túlságosan csekély, akkor az inger gyenge, az ingerlékeny szövet anyagcseréjében nem következik be változás, vagy a változás körülírt (küszöb alatti) marad. Ha az inger erőssége elér egy bizonyos mértéket, az ingerület szétterjed az egész szövetben - ezt küszöb-ingernek is szokás nevezni.

## Ingerlékenység
Az élő anyag általános tulajdonsága, hogy a környezetében bekövetkező változásokra, működési állapotának, anyagcseréjének megfelelő változtatásával válaszol. Ezt a képességét nevezzük ingerlékenységnek. A környezeti változás az inger, ennek következménye az élő szervezetben létrejövő anyagcsere-változás - az ingerület.